# Giovanni Targioni Tozzetti
Giovanni Targioni Tozzetti fue un médico y naturalista italiano (11 de septiembre de 1712, Florencia-7 de enero de 1783 ibíd.)

## Biografía
Hijo de Benedetto Targioni y de Cecilia Tozzetti, estudia y se licencia en Medicina e Pisa en 1734, y hereda de su padre el amor por la Botánica decide sucesivamante, bajo la guía del eminente estudioso florentino Pier Antonio Micheli de dedicarss al estudio de esta última. Los resultados obtenidos fueron muy relevantes, y accede a la dirección del Jardín botánico y será profesor en Florencia.
Su investigación fundamental fue el descubrimiento de los parásitos vegetales, con una fuerte atención sobre los aspectos agronómicos prácticos.
En 1739 es nominado prefecto de la Biblioteca Magliabechiana ocupánddose por varios años del ordenamiento del vastísimo material bibliográfico. Esto le permite además dedicarse a otro aspecto de su interés: el estudio de la Historia.
En 1741, publica un opúsculo sobre una invasión de Ephemeroptera. Fue igualmente autor de una nota sobre la utilización de la Lytta vesicatoria como afrodisíaca.
En el campo de la Historia se interesó en particular de la Historia de la Toscana: de sus estudios nace la obra Viaggi fatti in diverse parti della Toscana per osservare le produzioni naturali e gli antichi monumenti di essa, de la cual existen dos ediciones: la primera en seis volúmenes (Flroncia 1751-54), y la segunda en doce volumene (1768-79). Esta obra constituye una fundamental descripción de la Toscana, tanto desde el punto de vista histórico como científico. La información contenida en esta obra tanto de la Botánica (en modo especial por cuanto resguarda la Fitopatología ante litteram) de la Medicina, Zoologíam hasta la Mineralogía, para concluir con la Arquitectura. Seguramente uno de los aspectos más interesantes de Viaggi fatti in diverse parti della Toscana es sobre lo geográfico: Targioni Tozzetti perseguía el propósito de definir un mapa "literario" de su región, intento conseguido con gran precisión y certeza.
Se dedicó también a la Cartografía iniciando una Corografía y Topografía física de la Toscana, de las cuales, solo publicó el pródromo en 1754.
En 1763 publica Catalogo delle Produzioni Naturali presenti nella Real Galleria. En esa obra propone, la constitución de un Museo científico, recién realizado en 1775 gracias a la fundación del I.R. Museo di Fisica e Storia Naturale, por parte del gran duque Pietro Leopoldo.
En 1767 publica Alimurgia o sia modo di rendere meno gravi le carestie.
Fue uno de los fundadores de la Collezione lito-mineralogica di Giovanni Targioni Tozzetti, una colección de cerca de 9000 muestras de rocas y minerales. Su interés fue prevalentemente histórico en cuanto los ejemplarres los cataloga siguiendo una vieja nomenclatura latina. Es de particular nota su catalogación de la colección, ubicando cerca de 5000 cartas recogidas en 12 volúmenes, ilustradas con diversos especímenes, correlativas de 9000 ilustraciones seguidas por su hijo Ottaviano.
Las colecciones, por motivos de espacio, y de visibización al público solo están online gracias a las colaboraciones del Museo di Storia Naturale dell'Università degli Studi di Firenze – Sezione di Mineralogia y del Istituto e l'Museo di Storia della Scienza.
Fue uno de los primeros miembros de la Accademia dei Georgofili de Società Colombaria.
Con él se inicia una verdadera dinastía de naturalisti, con su hijo Ottaviano (1755 - 1826) botánico, su nieto Antonio (1785 - 1856) siempre botánico, y su bisnieto Adolfo (1823 - 1902) zoólogo y botánico.
- La abreviatura «Targ.Tozz.» se emplea para indicar a Giovanni Targioni Tozzetti como autoridad en la descripción y clasificación científica de los vegetales.[3]